# Matty Longstaff
Matthew Ben Longstaff (Rotherham, Inglaterra, 21 de marzo de 2000) es un futbolista británico que juega en la demarcación de centrocampista para el CF Montréal de la Major League Soccer.

## Biografía
Tras formarse en las filas inferiores del Newcastle United F. C., finalmente en 2019 ascendió al primer equipo, haciendo su debut el 28 de agosto en un encuentro de la Copa de la Liga contra el Leicester City F. C. tras disputar la totalidad de los noventa minutos, ganando el Leicester por 2-4 tras una tanda de penaltis. Dos años después de ese momento se marchó cedido al Aberdeen F. C., donde permaneció hasta el 31 de diciembre para posteriormente acabar la temporada en el Mansfield Town F. C. En septiembre volvió a ser prestado hasta enero de 2023, siendo el Colchester United F. C. su destino. En este equipo jugó diez partidos antes de regresar a Newcastle después de sufrir una lesión en la rodilla. En junio de 2023 dejó el club al finalizar su contrato.
Estuvo sin equipo hasta que a finales de febrero de 2024 fichó por el Toronto F. C. En un año y medio disputó 57 encuentros, en los que marcó tres goles, y en agosto de 2025 se fue al CF Montréal.

## Clubes
| Club                             | País       | Año       | Partidos | Goles |
| -------------------------------- | ---------- | --------- | -------- | ----- |
| Newcastle United F. C.           | Inglaterra | 2019-2023 | 20       | 3     |
| Aberdeen F. C. (cedido)          | Escocia    | 2021      | 5        | 0     |
| Mansfield Town F. C. (cedido)    | Inglaterra | 2022      | 18       | 6     |
| Colchester United F. C. (cedido) | Inglaterra | 2022      | 10       | 0     |
| Newcastle United F. C.           | Inglaterra | 2023      | 0        | 0     |
| Toronto F. C.                    | Canadá     | 2024-2025 | 57       | 3     |
| CF Montréal                      | Canadá     | 2025-     |          |       |

## Palmarés

### Distinciones individuales
| Distinción                                | Año  |
| ----------------------------------------- | ---- |
| Mejor gol de octubre en la Premier League | 2019 |